# Редкодубы (Хмельницкая область)
Редкодубы (укр. Рідкодуби) — село в Хмельницком районе Хмельницкой области Украины.

## География
Село расположено в западной части района, вблизи посёлка городского типа Чёрный Остров.
Занимает площадь 1,92 км². Границы полей и лесов, относящихся к селу, с западной стороны граничат с землями уже Волочисского района. Северная граница сельских полей проходит по ЮЗЖД (участок между станциями Чёрный Остров и Наркевичи).
Соседними сёлами являются: с востока — Марьяновка, с юго-востока — Педос, с юга — Лапковцы, с запада — Дзеленцы, с северо-запада — Юхимовцы, с севера — Захаровка, с северо-востока — Ляпинци.
Село расположено на четырёх холмах, разделённых между собой долинами ручьев, протекающих с севера на юг. В северной части территории села все холмы сливаются в один, образуя как бы огромный гребень. В южной части же все холмы спускаются к долине реки Войтовины, впадающей Южный Буг вблизи села Грузевиця.
Исторически село разделено на три части: Гора, Садки и Заречье.
Растительный мир характерен для лесостепи: поля, пастбища, смешанные леса. Почвы — преимущественно чернозёмы. Полезные ископаемые: глина для производства кирпича и незначительное количество песка, пригодного для строительства. Село окружают сельхозугодья, яблоневый сад, ивняки, ставки, а с запада — три леса: Чагари, Семёнов Лес, Попов Загон.

## История
Археологические раскопки, проведённые в селе в 1967 году, обнаружили захоронение времен Черняховской культуры.
Существует предположение, что Редкодубы, как и соседние села, возникло вследствие расселения жителей Острова (ныне Чёрный Остров) в средние века, бежавших от чумы, бушевавшей там.
Первый известный владелец здешних земель — луцкий князь Любарт. Впоследствии селом владели князья Новодворские, с XV века — Свирщи. Затем владельцами были Огинские и Вишневецкие.
Редкодубы впервые упоминаются в архивных данных 1582 года, как небольшой хутор, расположенный на опушке дубового урочища. Наиболее вероятно, что характер местности и дал название поселению: «жидкие дубы» — «Редкодубы». По тогдашнему административному делению село относилось к Летичевскому повяту.
Более 150 лет село принадлежало польским князьям Вишневецким. С 1750 года Редкодубы перешли помещикам Пржездецьким (другое произношение — Пшездецкие), которые владели им вплоть до освобождения крестьян в 1861 году.
Известно, что в 1754 году в селе была построена деревянная церковь Вознесения. В 1875 году в церковь купили новый иконостас, в ней имелись две чудотворные иконы — Божией Матери и Святого Николая.
В 1872 году в Редкодубах была основана церковно-приходская школа, в которой обучалось 20—30 учеников, работал один учитель. Обучение проходило только зимой.
В 1906 году вместо деревянной была построена кирпичная церковь.
В начале XX века большей частью земли в селе владел помещик генерал Федоров. Во времена первой русской революции 1905—1907 годов в селе происходили крестьянские выступления против жестокой эксплуатации крестьян. Крестьяне требовали повышения оплаты за работы на помещика. Первый раз крестьяне зажгли помещичий дом, а второй раз — его коровники, конюшни и склады.
После революции 1917 года власть на территории уезда несколько раз переходила от большевиков, к УНР и полякам.
В декабре 1920 года село Редкодубы было окончательно освобождено бригадой Г. И. Котовского от поляков. В селе был создан революционный комитет, а в 1921 году — сельский комитет бедноты. В 1924 году в селе организовалась комсомольская ячейка, насчитывавшая в своих рядах 24 комсомольца. Партийная организация коммунистов-большевиков была создана в 1925 году.
По инициативе комсомольцев в 1925 году методом народной стройки в селе был построен клуб на 250 мест. При клубе функционировала библиотека, фонд которой составлял 452 книги и было зарегистрировано 123 читателя.
В 1927 году 17 бедняцких хозяйств во главе с партячейкой организовались в общество по совместной обработке земли, а 8 марта 1928 года в селе был создан колхоз «Завещание Ленина», который в 1930 году переименован в колхоз имени Будённого. В 1932 году коллективизация в селе была в основном закончена.
Ликвидация неграмотности в основном была завершена в 1930 году. С 1931 года в селе начала работу неполно-средняя школа. В 1940 году в школе обучалось 175 учащихся, работало 9 учителей. Также на 1940 год в селе работали детские ясли, фельдшерско-акушерский пункт с родильным помещением.
Колхоз им. Будённого занимал первое место в районе по урожаях зерновых культур и сахарной свеклы. Одним из первых колхоз выполнял план хлебопоставок, а в 1939 году был участником Всесоюзной Сельскохозяйственной выставки. В 1941 году в селе заработала электростанция, помещение которой построили из кирпича разобранной в 1937 году церкви. Оборудование для электростанции было даровано колхоза самым С. М. Будённым.
7 июля 1941 года село было оккупировано немцами. Население голодало, так как за работу давали только по 200 граммов ячменя в день, другого хлеба не было. Не было керосина, соли, мыла и спичек.
Колхоз был разрушен. Сельхозпроизводство перешло на нужды немцев. Дети в школе не учились, потому что с началом оккупации немецкие власти школу закрыли, парты и другое школьное имущество было уничтожено. Общая сумма убытков нанесённых гитлеровцами общественном хозяйству составила 1,5 млн советских рублей. После 1942 года 140 молодых граждан села были насильственно вывезены на каторжные работы в Германию.
Летом 1943 года жители села оказывали активную помощь партизанскому отряду Морозова, который тогда осуществлял в этом районе диверсионные операции против фашистов.
8 марта 1944 года, на 4 день после начала Проскуровско-Черновицкой наступательной операции советских войск (1-й Украинский фронт), село Редкодубы было освобождено от гитлеровцев. В том же месяце в помещении тогдашней школы находился штаб 91 отдельной танковой бригады под командованием полковника И. Г. Якубовского.
Всего около 110 жителей и уроженцев села, призванных в ряды Красной Армии, погибло и пропало без вести на фронтах Великой Отечественной войны.
В середине 1960-х годов колхоз переименовали в «Маяк». В период 1950—1980-х годов 68 колхозников за самоотверженный труд награждены орденами и медалями, в том числе орденами Трудового Красного Знамени и орденами Ленина. За этот период в селе, в основном силами колхозников, построено много производственных и социальных объектов. Важнейшие из них: школа (1966), кирпичный завод (1968), молочно-животноводческий комплекс (1974), спортивный зал (1986), мельница (1998) и многие другие.
Во второй половине 1980-х годов все дороги в селе было полностью покрыты твердым покрытием, значительная часть из которых — асфальтовым.
В эти годы в сельском доме культуры собственными силами селяне ставили спектакли, занимался духовой оркестр и вокально-инструментальный ансамбль, регулярно демонстрировались кинокартины, колхозная футбольная команда регулярно участвовала в районном первенстве.
В настоящее время население села стареет, медленно, но сокращается. Новые экономические реалии тоже внесли свои коррективы: сельхозугодья находятся в аренде, кирпичный завод продано в собственность стройпредприятия из Хмельницкого. Большинство трудоспособного населения работает за пределами села, в основном в Киеве.
В начале 2000-х годов проведена газификация села, в 2011 году открыта построенная на месте старой церкви одноимённая церковь Вознесения.

## Инфраструктура
На 2011 год в селе функционирует сельхозпредприятие с иностранным капиталом (растениеводство, животноводство), работает кирпичный завод, мельница.
Из социально-бытовых объектов имеются детский сад, школа (9 классов), Дом культуры, сельская библиотека, спортивный зал, фельдшерско-акушерский пункт, почтовое отделение, несколько частных продмагазинов и киосков.
Силами и средствами селян построена сельская церковь.

## Население
Население по переписи 2001 года составляло 829 человек.
На 1 января 2011 года в Редкодубах зарегистрировано 682 человека.

## Известные уроженцы
В селе родился художник Анатолий Мельник.

## Местный совет
Орган местного самоуправления — Ридкодубська сельский совет. В состав сельского совета входит также село Лапковцы.
Адрес: 31330, Хмельницкая обл., Хмельницкий район, с. Редкодубы, ул. Мурого, 19, тел. 62-35-16. Телефонный код — 382. Код КОАТУУ — 6825087101.